# Bradley Raymond
Bradley Raymond est un réalisateur, scénariste et storyboardeur américain, né le 24 juillet 1973 à Long Beach en Californie.

## Filmographie

### Réalisateur
- 1998 : Pocahontas 2 : Un monde nouveau
- 1999 : Mickey, il était une fois Noël
- 2002 : Le Bossu de Notre-Dame 2
- 2004 : Le Roi lion 3
- 2008 : La Fée Clochette
- 2010 : Clochette et l'Expédition féerique
- 2011 : Clochette et le Tournoi des fées
- 2021 : Rumble
- 2022 : Les Œufs verts au jambon (série d'animation) - 5 épisodes

### Storyboardeur
- 1993 : Bonkers (série d'animation) - 1 épisode
- 1993 : All-New Dennis the Menace (série d'animation) - 13 épisodes
- 1994 : Poucelina
- 1994 : Aladdin (série d'animation) - 10 épisodes
- 1996 : Couacs en vrac (série d'animation) - 1 épisode
- 1997 : Dany, le chat superstar
- 1998 : Le Roi lion 2
- 2021 : Wendell et Wild

### Scénariste
- 2008 : La Fée Clochette
- 2010 : Clochette et l'Expédition féerique

### Animateur
- 1994 : Le Lutin magique - assistant animateur